# Фронт дії націонал-соціалістів/національних активістів

Прапор ANS/NA

Фронт дії націонал-соціалістів/національних активістів (нім. Aktionsfront Nationaler Sozialisten/Nationale Aktivisten, аббревіатура ANS/NA) — західнонімецька неонацистська організація, заснована в 1977 році Міхаелем Кюненом під назвою «Фронт дії націонал-соціалістів» (ANS). Основою організації була група молодих неонацистів у Гамбурзі. Після заснування Кюнен заявив, що «ми є революційною партією, яка прагне відновити цінності Третього Рейху», і затвердив версію нацистського прапора, у якій свастика була перевернута, з пробілами, що зливалась з фоном. Кюнен намагався зв’язати свій рух з іншими групами, налагоджуючи зв’язки з організаціями ветеранів Waffen-SS, надсилаючи делегацію на організовані Орденом фламандських бойовиків міжнародні неонацистські мітинги в Діксмейде та тісно співпрацюючи з Wiking-Jugend.
ANS швидко завоювала репутацію провокаторів, привернувши велику увагу в 1978 році, коли її члени зіткнулися з поліцією після проведення мітингу «Справедливість для Гітлера». У 1977 і 1978 роках члени ANS пограбували низку банків і викрали зброю з військових баз. Через звинувачення у плануванні підриву об’єктів НАТО та меморіалу жертв концентраційного табору Берген-Бельзен і спроби звільнити з в’язниці Рудольфа Гесса, колишнього нацистського політика, шість членів були заарештовані та засуджені до одинадцяти років ув’язнення. Сам Кюнен був ув’язнений за розпалювання расової ненависті та насильства в 1979 році після звинувачення у створенні терористичної організації. Перебуваючи у в'язниці, Кюнен написав програму для ANS Die zweite Revolution (Друга революція). Назва є відсилкою на плани лідера SA Ернста Рема в 1934 році. Оскільки Кюнен відігравав важливу роль в організації, її діяльність значно зменшилася під час його ув’язнення. У 1981 році Йоганнес Бюгнер, колишній член ANS, був убитий п'ятьма членами ANS за те, що покинув організацію та за деякими чутками нібито був геєм.
Незважаючи на ув'язнення Кюнена, група продовжувала діяти, і після того, як Кюнена було звільнено з в'язниці в листопаді 1982 року, вона об'єдналася з Національними активістами (нім. Nationale Aktivisten), рухом однодумців, який базувався у Франкфурті під керівництвом Арндта-Гайнца Маркса, і в Фульда, де головою був Томас Брель. Серед інших провідних членів ANS/NA були Крістіан Ворх і Бела Евальд Алтанс.
До 1983 року група налічувала близько 270 членів в це число входили  інші тридцять місцевих організацій або «товариства» (нім. Kameradschaften) і продовжувала привертати увагу, проводячи мітинги та розповсюджуючи листівки, розміщуючи рекламу та графіті. Структура організації, що складається як з легального, так і з таємного крила, була побудована за зразком гітлерівської SA. Його п'ять головних цілей полягали в тому, щоб припинити заборону Німеччини на нацистську партію, вигнати ненімців з країни, захист навколишнього середовища, протистояти Сполученим Штатам і, нарешті, об'єднання нейтральної та соціалістичної Німеччини. Організація також тісно співпрацювала з Гері Лауком, німецько-американським неонацистом із Небраски, та його NSDAP/AO. NSDAP/AO видавала літературу, наклейки тощо, незаконні згідно з забороною Німеччини на нацистську пропаганду, і експортувала це до Німеччини та ANS/NA.
ANS/NA була заборонена Міністерством внутрішніх справ у 1983 році, а сам Кюнен втік до Франції, але незабаром був депортований назад до Німеччини. Заборона не була несподіванкою, і більшість її членів увійшли в групу під назвою Die Bewegung (Рух) і Вільну німецьку робітничу партію (нім. Freie Deutsche Arbeiterpartei; FAP), політичну партію, пов’язану з Die Bewegung. Організація була офіційно розпущена 7 грудня. Незначна політична партія, яка балотувалася на виборах до ландтагу Гессену 1983 року, Aktion Ausländerrückführung – Volksbewegung gegen Überfremdung und Umweltzerstörung, була також заборонена після того, як її визнали пов'язану з ANS/NA.
Незабаром після цього Кюнен знову з’явився з новою групою під назвою Nationale Sammlung, хоча вона також була заборонена в 1989 році. Після цього він почав тактику регулярного формування нових рухів, намагаючись випередити будь-які заборони, і цю політику він продовжував до своєї смерті в 1991 році.